# Base aérea de Baherove
A base aérea de Baherove ou Bagerovo (em russo:  Авиабаза Багерово, transl. Aviabaza Bagerovo; em ucraniano:  Авіабаза Багерове, transl. Aviabaza Baherove) (ICAO: URFR) era uma base aérea localizada 3 km a noroeste da vila Baherove e 14 km a noroeste da cidade de Querche, Crimeia. O aeródromo foi abandonado em 1998, não estando em uso desde então.

## História
A base aérea Baherove foi usada durante a Segunda Guerra Mundial para acomodar unidades de aviação e formações da Força Aérea do Exército Vermelho. No período entre abril e maio de 1942, o aeródromo abrigava regimentos do 15º Grupo de Ataque Aéreo, que realizava apoio aéreo às tropas que defendiam na Frente da Crimeia.
Na década de 1980, a pista foi reconstruída com placas de concreto armado para a aterragem e descolagem do vaivém espacial Buran com 100 metros de largura e 3,5 quilómetros de comprimento. Uma pista auxiliar não pavimentada com 90 metro de largura e 2,2 quilómetros de comprimento também se encontrava no local. O aeródromo foi uma das três pistas de pouso mais poderosos na União Soviética reconstruída no âmbito do programa Buran. A reconstrução da pista também permitiu que bombardeiros pesados pousassem na base. Em 1989, o aeródromo foi abandonado.
Em 16 de maio de 2012, o lote do aeródromo de Baherove foi colocado à venda, sendo vendido em leilão por ₴ 13,3 milhões (US$ 1,5 milhão) em 29 de maio de 2012 pelo Fundo Imobiliário da Crimeia, uma empresa privada de moradores de Ienakiieve especializada em comércio grossista de materiais de construção. De acordo com inúmeras estimativas, as placas de concreto da pista poderiam ser vendidas sozinhas por ₴ 50 milhões.
Em 2015, pessoas desconhecidas realizaram um desmantelamento em massa e remoção das placas da pista, camiões com placas foram vistos na fila para atravessar para o lado russo do estreito. Os média locais sugeriram que as placas foram usadas na construção da ponte da Crimeia, algumas delas foram usadas na construção de um conjunto habitacional em Querche pela empresa Konsol, controlada por Vladimir Konstantinov, então presidente do Conselho Supremo da Crimeia. Em 21 de junho de 2016, apenas duas taxiways permaneceram parcialmente intactas, 1 500 m de comprimento (sul) e 800 m de comprimento (leste).

## Acidentes e incidentes
- Em 17 de setembro de 1986, um caça MiG-21SMT pousou na base durante a noite enquanto outro MiG-21 atravessava a pista para regressar à plataforma de estacionamento após não ter recebido permissão para descolar devido ao agravamento do mau tempo. Ambas as aeronaves colidiram uma na outra devido à negligência dos pilotos e do diretor de voo. Os dois pilotos ficaram com vários ferimentos.[14][15]